# جون فرانك ويلسون
جون فرانك ويلسون (بالإنجليزية: John Frank Wilson)‏ هو محامي وقاضي وسياسي أمريكي، ولد في 7 مايو 1846 في الولايات المتحدة، وتوفي في 7 أبريل 1911 في نفس البلد. حزبياً، نشط في الحزب الديمقراطي. وقد انتخب عضو مجلس النواب الأمريكي.